# Erroyl Bing
Erroyl Bing, né le 22 février 1982 à Largo, est un joueur américain de basket-ball.

## Biographie

### Sa carrière universitaire (2000-2004)
Le natif de Largo joue en collège jusqu'en 2000 puis il se dirige vers la NCAA. C'est l'université de East Carolina qui le recrute au sein de son équipe. Durant quatre saisons, Erroyl Bing émarge à plus de 8 points et 8 rebonds par matchs. Il y montre ses solides aptitudes défensives mais il ne séduit pas les différentes ligues professionnels américaines. C'est alors que l'Europe se présente à lui.

### Un premier passage sur le vieux continent (2004-2006)
Erroyl Bing part donc alors pour la Turquie mais il se blesse prématurément. C'est alors qu'il arrive en cours de saison en Autriche, plus précisément en direction du club de Mattersburg 49ers qui joue alors en première division Autrichienne. Ses débuts en ligue Autrichienne sont bons. Il marque plus de 18 points en moyenne lors de la saison régulière et prend en moyenne plus de 11 rebonds en moyenne. En play out, il reproduit les mêmes statistiques. Son potentiel ne laisse pas indifférent le Limoges CSP Élite qui joue alors en NM1. Les dirigeants de Limoges savent que c'est un coup de poker avec l'arrivée de Erroyl Bing. Il est alors le seul Américain de l'équipe Limougeaude comme le stipule la règle en Nationale Masculine I. Le CSP n'est pas déçu de son rendement (14,7 points et 8 rebonds) et réussie à accéder à la Pro B en terminant deuxième de la première division amateur. Bing est l'un des grands artisans de la montée du Limoges CSP Élite en Pro B. À la fin de la saison il choisira de partir aux États-Unis afin de participer aux summer leagues et ainsi décrocher une place en NBA, ce qu'il n'arrivera pas à faire. Le Limoges CSP élite ayant déjà trouvé son remplaçant, celui-ci devra se mettre en quête d'un nouveau club.

### Un passage en Amérique Latine (2006)
Finalement, il s'engage avec le Goes Montevideo qui joue alors en première division Uruguayenne (la saison se joue sur l'année en Amérique Latine). En 11 matchs, Bing compile plus de 22 points et 11 rebonds par matchs. À la fin du championnat Uruguayen, en octobre, il retourne en Europe.

### Un nouveau départ en Europe: depuis 2006
Pour son retour en Europe, il choisit la Suisse comme lieu de vie professionnel. Il joue alors au BC Boncourt. Son club joue l'Eurocup challenge. L'intérieur Américain est toujours aussi dominant aussi bien dans le championnat Suisse qu'au niveau européen avec des statistiques allant au-dessus de 17 points et 10 rebonds. Le Stade Clermontois (Pro A) veut absolument le recruter. Il porte alors le maillot de Clermont lors de la saison 2006-2007. Il sort de l'anonymat et une revanche par rapport à sa dernière expérience en France. Bing marque en moyenne 8 points et prend 5 rebonds en Pro A. La saison suivante, il repart en Suisse et pose ses valises dans le plus grand club suisse, le Benetton Fribourg Olympic. Le Nord-Américain fait encore une très bonne saison et participe à l'Uleb Cup. De plus, il remporte le championnat avec Fribourg.
Puis lors de la saison 2008-2009, il fait son retour en Auvergne, à Clermont (en Pro B). Bing effectue deux très bonnes saisons. Le baroudeur part en 2010 à la JDA Dijon qui tente de retrouver la Pro A. À peine, une saison en Pro B, Dijon remonte dans l'élite. Cependant, arrivant en fin de contrat, il n'est pas conservé au sein de l'effectif. En une saison il aura participé à 34 matches de la saison régulière (9,6 points, 9,1 rebonds, 1,4 passe décisive) et à 6 matches de play-offs (11,7 points, 10,2 rebonds, 1,7 passe décisive). Après un nouveau passage en Suisse, avec les Lions de Genève, club qui dispute et perd la finale du championnat face à Lugano. Il s'engage, durant l'été 2012, avec le club d'Aix Maurienne Savoie Basket pour pallier le départ de Bambale "Boom" Osby.
Il passe la saison 2014-2015 sous les couleurs de Denain, qu'il amène à la 4eme place la saison régulière. Malheureusement, l'équipe perd en finale des playoffs d'accession en Pro A face à Antibes.
En septembre 2015, il annonce sa retraite sur Facebook.

## Clubs successifs
- 2004-2005 :  Mattersburg 49ers Bundesliga
- 2005-2006 :  Limoges CSP NM1
- 2006:  Goes Montevidéo D1
- 2006-2007 :  BC Boncourt D1 /  Stade clermontois Pro A
- 2007-2008 :  Benetton Fribourg D1
- 2008-2010 :  Stade Clermontois Pro B
- 2010-2011 :  JDA Dijon Pro B
- 2011-2012 :  Lions de Genève D1
- 2012-2014 :  Aix-Maurienne Savoie Basket Pro B
- 2014-2015 :  Denain Pro B

## Palmarès
- 2005-2006 : Vice-Champion de NM1 avec le Limoges CSP Élite.
- 2007-2008 : Champion de Suisse avec le Benetton Fribourg Olympic.